# Премия Сандзюго Наоки
Премия Сандзюго Наоки (яп. 直木三十五賞 Наоки Сандзю:го сё:) — литературная премия Японии, присуждаемая авторам массовой литературы (за исключением детективов и фантастики). Была учреждена в 1935 году издательством «Бунгэй сюндзю» в память о скончавшемся за год до этого писателе Сандзюго Наоки одновременно с премией Акутагавы, созданной для произведений дзюнбунгаку. Инициировал создание обеих премий Кан Кикути. Изначально, как и премия Акутагавы, премия Наоки была ориентирована на дебютантов, однако со временем, стала присуждаться в большей степени уже известным авторам. Присуждается дважды в год. Произведение-победитель печатается в журнале «Литература для всех» (オール讀物). Автор получает один миллион иен и памятные часы.
В первые послевоенные годы (начиная с 1945) временно прекращала существование, возобновлена в 1949 году. Состав жюри (на 2009 год): Дзиро Асада, Такаси Атода, Хироюки Ицуки, Хисаси Иноуэ, Кэндзо Китаката, Марико Хаяси, Юмиэ Хираива, Масамицу Миягитани, Миюки Миябэ, Дзюнъити Ватанабэ. В числе лауреатов Масудзи Ибусэ (1937), Рётаро Сиба (1959), Сётаро Икэнами (1960), Цутому Мидзуками (1961), Арэно Иноуэ (2008), а также Хисаси Иноуэ (1971) и другие нынешние члены жюри премии.